# Reino de Samoa
El Reino de Samoa fue un estado que existió entre los años 1858 hasta 1899 cuando fue anexionado a la Samoa Alemana.

## Historia
Después de la caída del Imperio Tu'i Tonga, Samoa se creó como un reino, pero en 1899 fue conquistada por los alemanes.
Alrededor de 1830 comenzaron a llegar misioneros y comerciantes europeos, tahitianos y de las islas Cook, dirigidos por el misionero John Williams. Viniendo a través de Tahití, se les conocía en Samoa como Lotu Taiti. El reverendo John Williams fue ayudado por Ali'i Malietoa Vainu'upo para establecer Lotu Taiti, que se convirtió en la Iglesia Congregacional Cristiana de Samoa.
La expedición de exploración de los Estados Unidos (1838-1842) dirigida por Charles Wilkes llegó a Samoa en 1839 y nombró a un inglés, John C. Williams, hijo del misionero, como cónsul interino de los Estados Unidos.  Sin embargo, este nombramiento nunca fue confirmado por el Departamento de Estado de Estados Unidos; John C. Williams fue simplemente reconocido como "Agente comercial de los Estados Unidos".  Un cónsul británico ya residía en Apia.
En 1855, J.C. Godeffroy & Sohn expandió su negocio comercial a las Islas Samoa, que entonces se conocían como las Islas Navegantes. Durante la segunda mitad del siglo XIX, la influencia alemana en Samoa se expandió con la introducción de grandes plantaciones para el cultivo de coco, cacao y caucho de hevea, especialmente en la isla de Upolu, donde las empresas alemanas monopolizaron el procesamiento de copra y cacao en grano. Las empresas comerciales británicas, los derechos portuarios y la oficina del consulado eran la base sobre la que Gran Bretaña tenía motivos para intervenir en Samoa. Estados Unidos inició operaciones en el puerto de Pago Pago en Tutuila en 1877 y formó alianzas con los jefes nativos locales, sobre todo en las islas de Tutuila y Manu'a (que más tarde se anexionaron formalmente como Samoa Estadounidense).
En la década de 1880, Reino Unido, Alemania y Estados Unidos reclamaron partes del reino de Samoa y establecieron puestos comerciales. La rivalidad entre estos poderes exacerbó las tensiones entre las facciones indígenas que estaban compitiendo por una autoridad política completa. Las islas se dividieron entre las tres potencias en la década de 1890, y entre los Estados Unidos y Alemania en 1899.
- Datos: Q106171250